# Louis Meijer
Louis Meijer (Amsterdam, 9 maart 1809 - Utrecht, 31 maart 1866) was een Nederlandse schilder, prentmaker en tekenaar, vooral bekend van zijn zeegezichten.

## Leven en werk
Johan Hendrik Louis Meijer was leerling van George Pieter Westenberg en Jan Willem Pieneman. Hij werkte in de stijl van de Nederlandse romantiek, zoals die in de eerste helft van de negentiende eeuw dominant was in de Nederlandse schilderkunst. Meijer maakte landschappen en vooral ook zeegezichten. 
Meijer woonde en werkte lange tijd in Deventer. In 1841 vertrok hij naar Parijs en later vestigde hij zich in Den Haag. Hij was de leermeester van Matthijs Maris.
Meijer overleed in 1866 op 57-jarige leeftijd in Utrecht.

## Werk in openbare collecties (selectie)
- Museum Jan Cunen in Oss
- Dordrechts Museum in Dordrecht

## Galerij

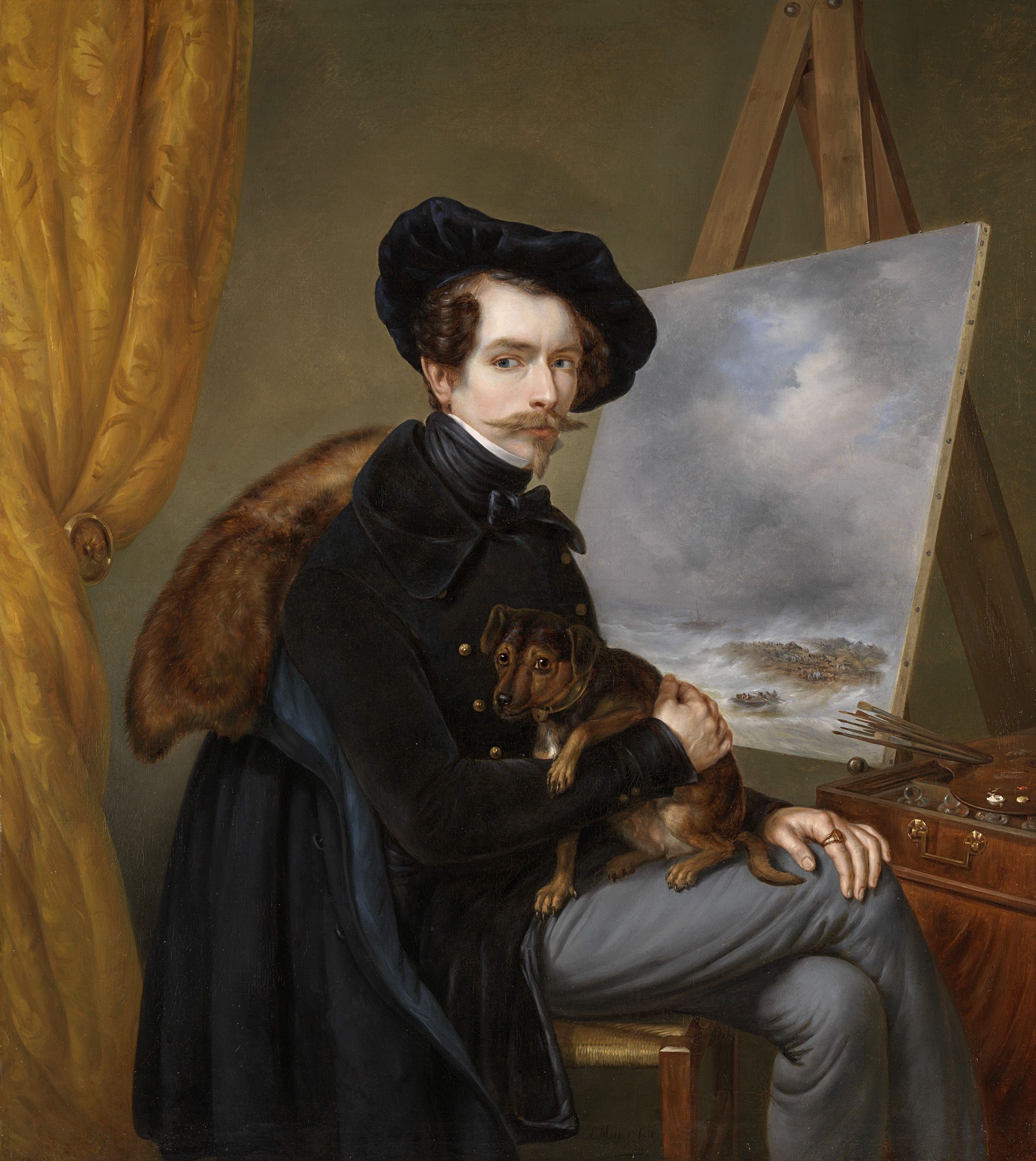
Zelfportret (1838)
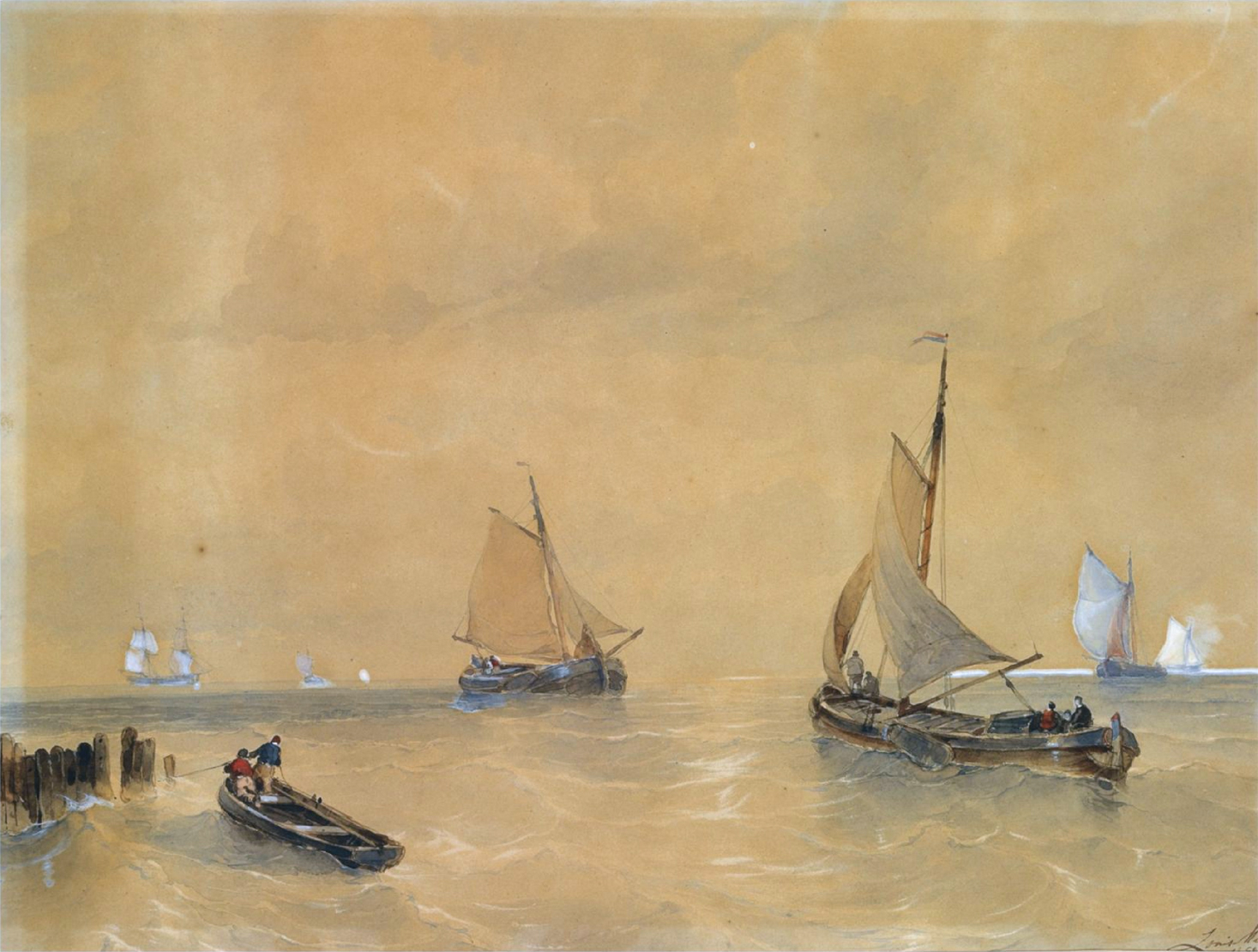
Uitzeilen (1856)
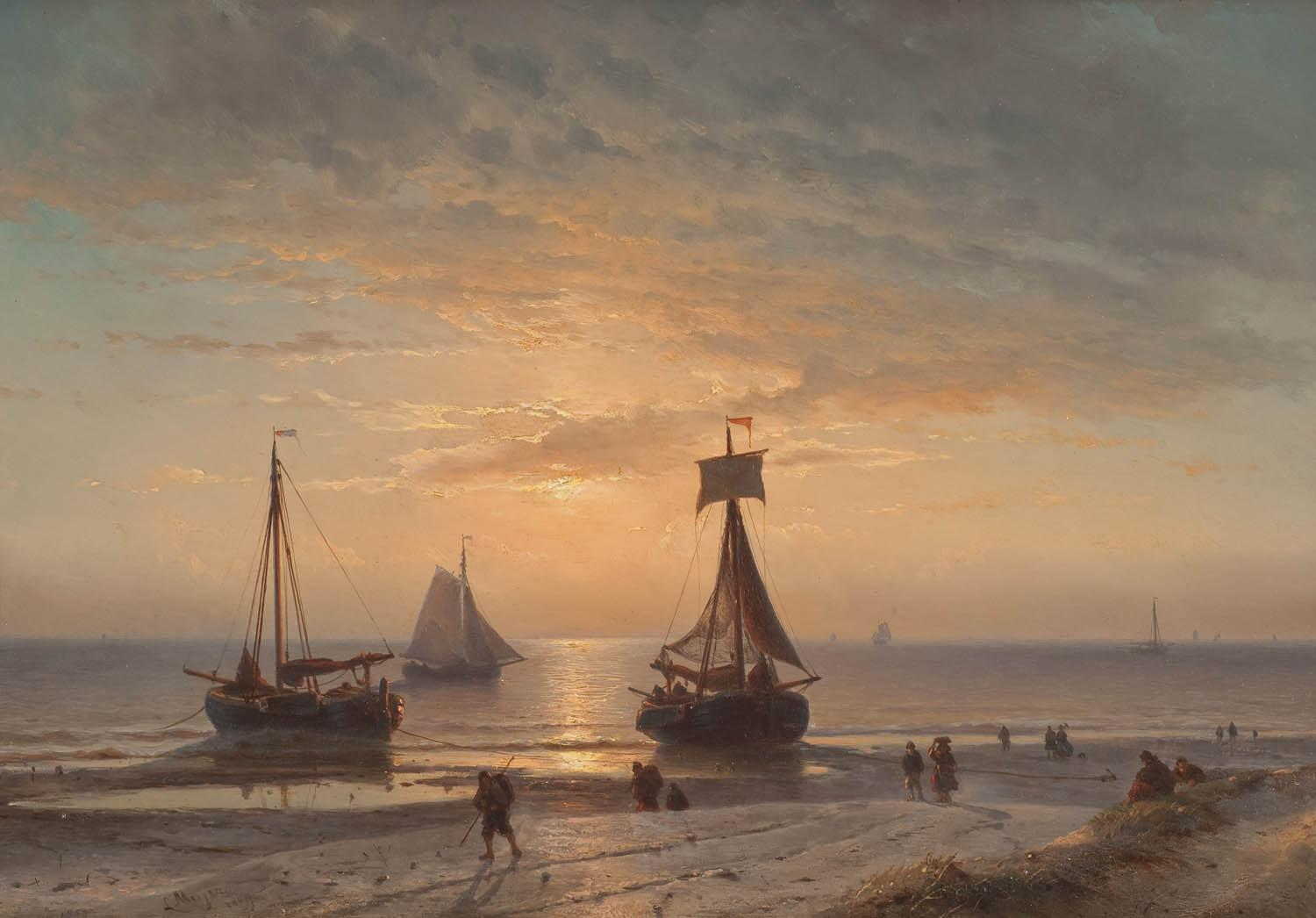
Strand bij zonsondergang, 1859, Rademakers Collectie
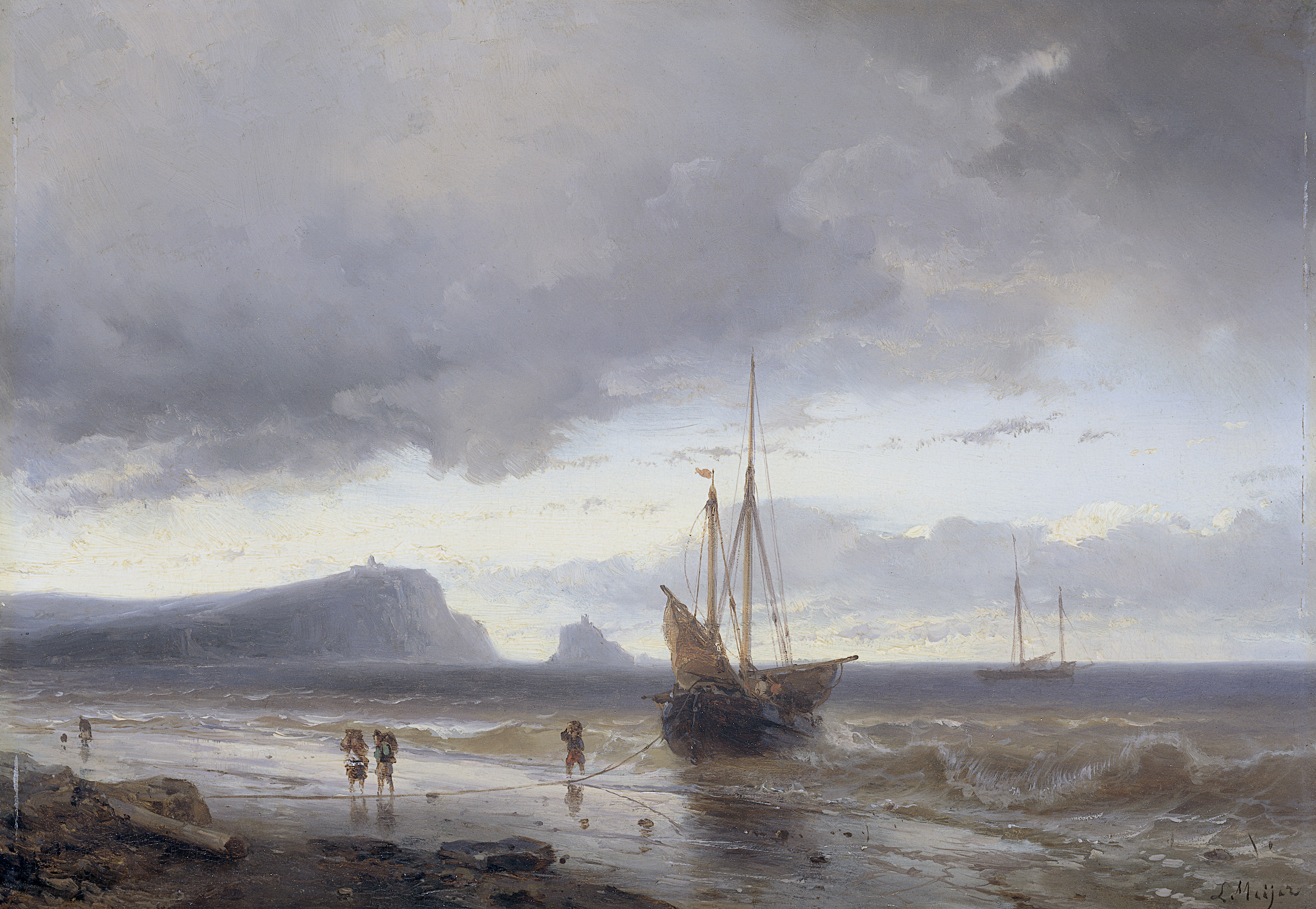
Langs de kust